# Ортогональна система координат
Ортогональна система координат

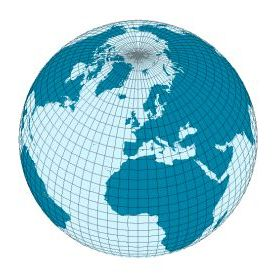
Система географічних координат є ортогональною.

Конформне відображення, що діє на прямокутній сітці. Зверніть увагу, що ортогональність вигнутої сітки зберігається.

У математиці ортогональні координати визначаються як набір d координат {\displaystyle \mathbf {q} =(q^{1},q^{2},\dots ,q^{d})} , у якому координатні гіперповерхні зустрічаються під прямим кутом (зверніть увагу, що верхні індекси є індексами, а не показники ступеня). Координатною поверхнею для певної координати qk є крива, поверхня або гіперповерхня, на якій qk є константою. Наприклад, тривимірні декартові координати (x, y, z) є ортогональною системою координат, оскільки її координатні поверхні x = постійна, y = постійна та z = постійна є площинами, які стикаються під прямим кутом одна до одної, тобто, перпендикулярні. Ортогональні координати є окремим, але надзвичайно поширеним випадком криволінійних координат.